# Focus (chanson d'Ariana Grande)
Pour les articles homonymes, voir Focus.
Singles de Ariana Grande
E Più Ti Penso
(2015) Boys like You
(2015)
Focus est une chanson de la chanteuse américaine Ariana Grande sortie le 29 octobre 2015. Il était censé être le premier single de son troisième album studio Dangerous Woman (2016) mais elle a finalement décidé qu'il n'apparaitrait pas dessus. Il est en revanche disponible dans l'édition japonaise de l'album. La chanson a été écrite par Ariana Grande, Savan Kotecha, Peter Svensson et Ilya.

## Classements
| Classement (2015–16)                          | Meilleure place |
| --------------------------------------------- | --------------- |
| Australie (ARIA)                              | 10              |
| Autriche (Ö3 Austria Top 40)                  | 9               |
| Belgique (Ultratop 50 Flanders)               | 14              |
| Belgique (Ultratop 50 Wallonia)               | 33              |
| Canada (Canadian Hot 100)                     | 8               |
| Canada CHR/Top 40 (Billboard)                 | 11              |
| Canada Hot AC (Billboard)                     | 23              |
| République tchèque (Rádio Top 100)            | 41              |
| République tchèque (Singles Digitál Top 100)  | 8               |
| Danemark (Tracklisten)                        | 30              |
| Euro Digital Song Sales (Billboard)           | 9               |
| France (SNEP)                                 | 29              |
| Allemagne (Official German Charts)            | 18              |
| Grèce Digital Songs (Billboard)               | 2               |
| Hongrie (Single Top 40)                       | 12              |
| Irlande (IRMA)                                | 14              |
| Israël (Media Forest)                         | 4               |
| Israël (Media Forest TV Airplay)              | 1               |
| Italie (FIMI)                                 | 8               |
| Japon (Japan Hot 100)                         | 19              |
| Japon (Oricon)                                | 40              |
| Mexique (AMPROFON)                            | 11              |
| Pays-Bas (Dutch Top 40)                       | 7               |
| Pays-Bas (Single Top 100)                     | 9               |
| Nouvelle-Zélande (Recorded Music NZ)          | 16              |
| Norvège (VG-lista)                            | 20              |
| Portugal Digital Song Sales (Billboard)       | 9               |
| Russie (Russian Music Charts)                 | 143             |
| Écosse (Official Charts Company)              | 7               |
| Slovaquie (Rádio Top 100)                     | 69              |
| Slovaquie (Singles Digitál Top 100)           | 10              |
| Corée du Sud International Chart (Gaon)       | 10              |
| Espagne (PROMUSICAE)                          | 22              |
| Suède (Sverigetopplistan)                     | 14              |
| Suisse (Schweizer Hitparade)                  | 16              |
| Royaume-Uni Singles (Official Charts Company) | 10              |
| États-Unis Billboard Hot 100                  | 7               |
| États-Unis Adult Top 40 (Billboard)           | 38              |
| États-Unis Dance/Mix Show Airplay (Billboard) | 18              |
| États-Unis Dance Club Songs (Billboard)       | 24              |
| États-Unis Mainstream Top 40 (Billboard)      | 13              |
| États-Unis Rhythmic (Billboard)               | 11              |
| Venezuela English (Record Report)             | 13              |
| Venezuela Pop (Record Report)                 | 25              |

| Classement (2015)         | Position |
| ------------------------- | -------- |
| Pays-Bas (Dutch Top 40)   | 75       |
| Classement (2016)         | Position |
| Canada (Canadian Hot 100) | 87       |